# Synallaxis cabanisi
A Synallaxis cabanisi a madarak (Aves) osztályának verébalakúak (Passeriformes) rendjébe és a fazekasmadár-félék (Tyrannidae) családjába tartozó faj.

## Nevének eredete
A köznév és a latin binomiális Jean Louis Cabanis német ornitológus emlékét állítja.

## Rendszerezése
A fajt Hans von Berlepsch és Paul Leverkühn írták le 1890-ben.

## Alfajai
- Synallaxis cabanisi cabanisi Berlepsch & Leverkuhn, 1890
- Synallaxis cabanisi fulviventris Chapman, 1924[2]

## Előfordulása
Dél-Amerikában, az Andok keleti lábánál, Brazília, Bolívia és Peru területén honos. A természetes élőhelye a szubtrópusi vagy trópusi síkvidéki esőerdők. Állandó, nem vonuló faj.

## Megjelenése
Testhossza 16-18 centiméter, testtömege 16-24 gramm.

## Életmódja
Valószínűleg ízeltlábúakkal táplálkozik.

## Természetvédelmi helyzete
Az elterjedési területe elég nagy, de az emberi beavatkozás miatt élőhelye csökken, ezért egyedszáma is csökken. A Természetvédelmi Világszövetség Vörös listáján mérsékelten fenyegetett fajként szerepel.

## Külső hivatkozások
- Képek az interneten a fajról
- Xeno-canto.org - a faj hangja